# فاتوم ایسادین
زالیا فاتوم نائوشارد ایسادین (انگلیسی: Zaleeha Fathoum Naushard Issadeen؛ زادهٔ ۲۰ ژانویهٔ ۱۹۹۸) اسکواش‌باز زن اهل سری‌لانکا است که در مجموع در بازی‌های جنوب آسیا برندهٔ ۱ مدال برنز شده‌است. وی در ماه آوریل ۲۰۱۶ در رنکینگ جهانی به رتبه ۲۰۶، بالاترین رتبه زندگی حرفه ای ورزشی خویش دست یافت.